# Gherardello da Firenze
Gherardello da Firenze fou un compositor italià del Renaixement i un dels representants més notables del nou estil.
Era membre d'una família de músics, i tant el seu germà Jacopo i el seu fill Giovanni eren també compositors, però, res de la seva música sobreviu. Va néixer probablement en o prop de Florència, i va passar la major part de la seva vida allà.
En 1343 apareix en els arxius de la catedral de Florència, Santa Reparata (això va ser abans de la construcció de la catedral principal, Santa Maria del Fiore) com a secretari. Més tard es va convertir en un sacerdot, i després es va exercir com a capellà de Santa Reparata des 1345-1351 - durant els anys en què la mort Negra va devastar la ciutat.
És probable que al voltant de 1351 es va unir a l'ordre de la Vallombrosa, un orde benedictí amb una abadia a uns 30 km de Florència. Els detalls dels últims anys de la seva vida estan absents, i la data de la seva mort s'infereix d'un sonet escrit el 1362 o 1363, probablement per Simone Peruzzi, lamentant la seva mort, que va tenir lloc a Florència.
En les Biblioteques de Florència i París i en el Museu Britànic de Londres s'hi troben balades, madrigals i cançons de caça de Gherardello. Entre aquestes últimes és magnífica la que comença Tosto che l'alba, publicada per primera vegada per J. Wolf el 1902.